# Hypsibarbus
Hypsibarbus es un género de peces de la familia Cyprinidae y de la orden de los Cypriniformes.

## Especies
Tiene 10 especies reconocidas:
- Hypsibarbus annamensis (Pellegrin & Chevey, 1936)
- Hypsibarbus lagleri Rainboth, 1996
- Hypsibarbus macrosquamatus (Đ. Y. Mai, 1978)
- Hypsibarbus malcolmi (H. M. Smith, 1945) (Goldfin tinfoil barb)
- Hypsibarbus myitkyinae (Prashad & Mukerji, 1929)
- Hypsibarbus pierrei (Sauvage, 1880)
- Hypsibarbus salweenensis Rainboth, 1996
- Hypsibarbus suvattii Rainboth, 1996
- Hypsibarbus vernayi (Norman, 1925)
- Hypsibarbus wetmorei (H. M. Smith, 1931)